# Elżbieta Pasierowska-Kołodziej
Elżbieta Pasierowska-Kołodziej – polska instrumentalistka, dr hab. sztuk muzycznych, profesor nadzwyczajny Zakładu Akompaniamentu i Katedry Kameralistyki Wydziału Instrumentalnego Akademii Muzycznej im. Stanisława Moniuszki w Gdańsku.

## Życiorys
W 1992 ukończyła studia w zakresie instrumentalistyki na Akademii Muzycznej im. Stanisława Moniuszki w Gdańsku, 19 marca 2001 obroniła pracę doktorską, 3 marca 2014 habilitowała się na podstawie oceny dorobku naukowego i pracy zatytułowanej Witold Lutosławski. Utwory kameralne z fortepianem: zagadnienia analityczno – interpretacyjne.
Została zatrudniona na stanowisku profesora nadzwyczajnego w Zakładzie Akompaniamentu i w Katedrze Kameralistyki na Wydziale Instrumentalnym Akademii Muzycznej im. Stanisława Moniuszki w Gdańsku. Jest kierownikiem Zakładu Akompaniamentu na Wydziale Instrumentalnym Akademii Muzycznej im. Stanisława Moniuszki w Gdańsku.
W kadencji 2021–2025 członek Rady Dyscypliny Artystycznej Akademii Muzycznej im. Stanisława Moniuszki w Gdańsku.